# William Jones (matemático)
William Jones (1675 – 3 de julio de 1749) fue un matemático galés conocido por su propuesta de emplear la letra griega π como símbolo matemático del número pi, letra que ya había utilizado anteriormente William Oughtred. Euler fue quien lo popularizó.

## Obra
Jones publicó diversas Synopsis Palmariorum Matheseos en 1706, se trata de un trabajo que pretende introducir a los principiantes en los teoremas de cálculo diferencial y de las series infinitas. La navegación fue un tema que interesó a Jones y tanto es así que su primer trabajo publicado es un compendio sobre el arte de navegar. En 1731 publicó "Discourses of the Natural Philosophy of the Elements" (ver sección de discusión para una aclaración sobre esta publicación).
- Datos: Q371877
- Multimedia: William Jones (mathematician) / Q371877